# Чепурных, Евгений Петрович
Евгений Петрович Чепурных (2 октября род. 1954, Чапаевск, Самарская область) — русский советский поэт, литературовед. Член Союза писателей России.
Автор следующих поэтических сборников: «Письма» (1980), «Свет из окна» (1982), «След на траве» (1986), «На расстоянии руки» (1988), «Картонное копьё» (1992), «Маятник» (2003), «Новые стихи» (2006), «Перелётное счастье» (2009), «Снежный человек» (2014) .
Печатался в журналах «Юность», «Наш современник», «Москва», «Волга», «Русское эхо», «Всерусскiй собор», «Бийский вестник», «Русский журнал в Атланте» (США).

## Биография
Родился в 1954 году в городе Чапаевске Самарской области.
1974 — начало написания стихов.
1975 году участвовал в областном семинаре молодых писателей. На семинаре познакомился с самарским поэтом Михаилом Анищенко. Руководителями были Иван Никульшин, Борис Сиротин и Борис Соколов.
В 1970-х печататься в областных газетах «Волжская коммуна», «Волжский комсомолец», «Волжская заря».
1978 — первая публикация в журнале «Юность» огромной подборкой. Стихи молодого поэта были сразу же отмечены и литературными критиками, и читателями. Именно благодаря этой публикации поэт стал лауреатом премии «Золотой лист».
В 1970-х работал на железной дороге, в газете, затем поступил в Куйбышевский государственный университет.
В 1980 году в Куйбышевском книжном издательстве был опубликован первый сборник поэта — книга стихотворений «Письма», значительно усилившая его известность. Однако в перестроечные и последовавшие за ними годы поэт печатался мало, трудно находя в наступившей жизни нишу для своего существования.
1985—1994 литературный консультант в областном отделении Союза писателей.
Является членом жюри в номинации «Поэзия» Международного Грушинского интернет-конкурса.
В 2003 году он издал в Самарском отделении Литературного фонда России поэтическую книгу «Маятник», за которую был удостоен звания лауреата литературной премии имени Ивана Дмитриева.
Живет и работает в Самаре. Ведёт студию литературного мастерства при Самарской областной библиотеке.

## Оценка творчества
Своеобразие поэзии Евгения Чепурных в его узнаваемой авторской личности, главные чувства/качества которой — прямота, вдумчивость и юмор, именно юмор как насмешливое приятие, как улыбающееся милосердие. Творец многих ярких патриотических стихов, стихов звучания историософского, со временем Чепурных, сознавая тщетность возмущения крепнущей эпохой, обращается к вечному, переходит к истолкованию (феноменологии) бытия и человеческого существования. — Максим Ершов
Этого поэта отличают трогательная исповедальность, неизлечимая незащищённость души, мягкий русский юмор, который ничего общего не имеет с разнузданным стёбом, заполонившим телеэкраны. Стихи Евгения Чепурных — это прививка задушевности, веры в любовь на всю жизнь без какого-либо назойливого поучительства. — Евгений Евтушенко

## Награды
- 1969 — 4 место в Всесоюзном конкурсе школьных сочинений
- Лауреат всероссийских литературных премий им. А. Прокофьева, им. И. Дмитриева.
- Лауреат премии «Золотой лист»
- 2014 — II премия конкурса «Народный поэт» по версии сайта «Стихи.ру» в номинации «Выбор экспертов»
- Премия имени Александра Прокофьева «Ладога» в области поэзии в 2014 году в номинации «Всероссийская» (17 декабря 2014) — за книгу стихов «Снежный человек»
- 2020 — премия журнала русской и переводной поэзии «Плавучий мост»[5]